# Poulan
Poulan és una població dels Estats Units a l'estat de Geòrgia. Segons el cens del 2000 tenia 946 habitants.

## Demografia
Segons el cens del 2000, Poulan tenia 946 habitants, 365 habitatges, i 273 famílies. La densitat de població era de 220 habitants/km².
Dels 365 habitatges en un 35,9% hi vivien nens de menys de 18 anys, en un 52,3% hi vivien parelles casades, en un 15,3% dones solteres, i en un 25,2% no eren unitats familiars. En el 23,6% dels habitatges hi vivien persones soles el 9,9% de les quals corresponia a persones de 65 anys o més que vivien soles. El nombre mitjà de persones vivint en cada habitatge era de 2,59 i el nombre mitjà de persones que vivien en cada família era de 3.
Per edats la població es repartia de la següent manera: un 26,5% tenia menys de 18 anys, un 9% entre 18 i 24, un 28% entre 25 i 44, un 24,6% de 45 a 60 i un 11,8% 65 anys o més.
L'edat mediana era de 37 anys. Per cada 100 dones de 18 o més anys hi havia 87,3 homes.
La renda mediana per habitatge era de 27.708 $ i la renda mediana per família de 35.208 $. Els homes tenien una renda mediana de 30.000 $ mentre que les dones 21.250 $. La renda per capita de la població era de 13.439 $. Entorn del 16,8% de les famílies i el 20,9% de la població estaven per davall del llindar de pobresa.

## Poblacions més properes
El següent diagrama mostra les poblacions més properes.